# Hyperpop
Hyperpop ou hiperpop é um movimento musical e microgênero definido de forma vaga caracterizado por uma abordagem maximalista ou exagerada da música popular. Artistas marcados com esse rótulo normalmente integram sensibilidades pop e vanguardista, valendo-se de tropos da música eletrônica, hip hop e dance music. O movimento é frequentemente vinculado a comunidades online LGBTQ+, principalmente por muitas figuras-chave se identificarem como transgênero, gênero-fluido ou gay.
O desenvolvimento do hyperpop se solidificou com a influência de diversas fontes, mas o estilo se tornou reconhecível a partir da produção do britânico A. G. Cook em meados da década de 2010, com os afiliados de seu coletivo de arte e gravadora PC Music, incluindo Sophie e Charli xcx, juntamente de outros artistas não afiliados, como Hudson Mohawke e Rustie. A música associada a essa cena recebeu mais visibilidade em agosto de 2019, quando o Spotify usou o termo "hyperpop" para nomear uma lista de reprodução com artistas como Cook e o duo americano 100 gecs. O gênero se espalhou entre o público mais jovem por meio de plataformas de mídia social, como o TikTok.

## Características
O hyperpop reflete uma abordagem exagerada, eclética e autorreferencial da música pop e normalmente emprega elementos como melodias ousadas de sintetizador, vocais chicletes com auto-tune proemimente, uso excessivo de compressão e distorção, bem como referências surrealistas ou nostálgicas à cibercultura dos anos 90 e à era da Web 2.0. Os recursos comuns incluem vocais que são altamente processadas; sons de percussão melódica e metálica; sintetizadores com pitch-shift; refrões pegajosos; músicas curtas; e "estética brilhante e fofa" justaposta com letras cheias de angústia. Mark Richardson de The Wall Street Journal descreveu o gênero como uma intensificação dos tropos "artificiais" da música popular, resultando em "uma parede de ruído cartunesco que envolve melodias cativantes e ganchos memoráveis. A música alterna entre a beleza e a feiura, enquanto melodias cintilantes colidem com a instrumentação mutilada. Escrevendo para American Songwriter, Joe Vitagliano descreveu-o como "um gênero excitante, bombástico e iconoclasta - se é que pode até ser chamado de 'gênero' - [...] apresentando sintetizadores de serra, vocais com auto-tune, percussão inspirada em glitch e um sentimento distinto de distopia de capitalismo tardio." Os artistas muitas vezes participam das paradas de música de vanguarda e pop simultaneamente". 
Segundo o jornalista Eli Enis, da Vice, o hiperpop está menos enraizado em tecnicalidades musicais do que em um ethos compartilhado de transcendência completa do gênero, embora ainda opere dentro do contexto do pop". Artistas nesse estilo refletem uma "tendência de reabilitar estilos de música que há muito saíram de moda, constantemente cutucando o que é ou não é 'legal' ou artístico." O estilo pode misturar elementos de uma gama eclética de estilos pop, dance, hip hop e música eletrônica, incluindo bubblegum pop, trance, eurohouse, emo rap, nu metal, cloud rap, J-pop e K-pop. A influência do cloud rap, emo e lo-fi trap, trance music, dubstep e chiptune são evidentes no hiperpop, bem como qualidades mais surreais e aleatórias que são puxadas fortemente do hip hop na última meia década. The Atlantic observou a forma como o gênero "gira junto e acelera os 40 principais truques do presente e do passado: uma batida de bateria de Janet Jackson aqui, um grito de sintetizador do Depeche Mode ali, o entusiasmo exagerado de jingles inovadores", mas também observou "o gênero gosto pela maldade do punk, arrogância do hip-hop e barulho do metal. " Algumas das qualidades mais surreais e desequilibradas do estilo vieram do hip-hop de 2010.
O hiperpop é frequentemente vinculado à comunidade LGBTQ + e à estética queer. Vários de seus principais praticantes se identificam como pessoas não binárias, gays ou transgênero, e a ênfase do gênero na modulação vocal permitiu que os artistas experimentassem com a expressão de gênero de suas vozes.

## Origens
"Hyperpop" pode ter sido cunhado na cena musical de nightcore do SoundCloud. O analista do Spotify, Glenn McDonald, afirmou que viu o termo usado pela primeira vez em referência à gravadora musical britânica PC Music em 2014, mas que o nome não se qualificou como microgênero até 2018. As origens do estilo estão geralmente localizadas na produção da PC Music em meados da década de 2010, com artistas hiperpop afiliados ou diretamente inspirados pela gravadora. Will Pritchard de The Independent afirmou que "É possível ver [hiperpop] como uma expressão não apenas dos gêneros do qual pega emprestado, mas da cena que evoluiu da  gravadora musical PC Music de A. G. Cook (anteriormente um lar para Sophie e Charli XCX, entre outros) no Reino Unido no início de 2010." No entanto, Pritchard também notou semelhanças em outros artistas, acrescentando que "para alguns, o terreno coberto pelo hiperpop não parecerá tão novo" e citando "outliers" de nu rave dos anos 2000 (como Test Icicles) e contemporâneos da PC Music Rustie e Hudson Mohawke buscando abordagens semelhantes; dos dois últimos artistas, ele observou que seus "flúor, batidas de trance e hip-hop são uma reminiscência de muito hiperpop de hoje em dia".

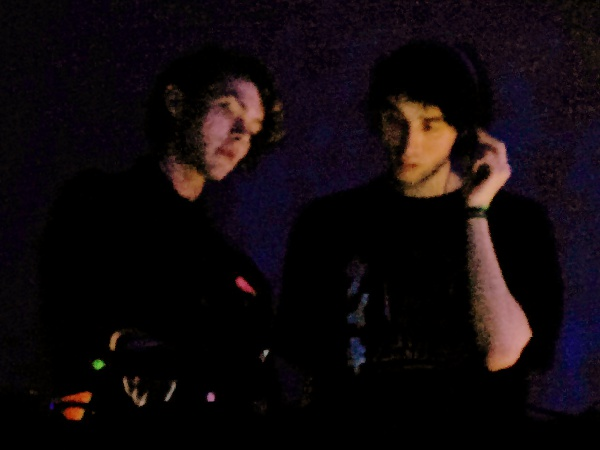
Sophie (esquerda) e A. G. Cook (direita) são considerados progenitores do hiperpop.

A editora do Spotify, Lizzy Szabo, referiu-se ao chefe da PC Music, A. G. Cook, como o "padrinho" do hiperpop. De acordo com a Enis, a PC Music "lançou as bases para a exuberância melódica e a produção cartunesca [do gênero]", com algumas das qualidades surrealistas do hiperpop também derivadas do hip hop de 2010. Ela afirma que o hiperpop se foi muito influenciada pela PC Music, mas também incorporou os sons do R&B, hardcore rap, cloud rap, trap, trance, dubstep e chiptune. Entre os colaboradores frequentes de Cook, Variety e The New York Times descreveram o trabalho de Sophie como pioneira do estilo, enquanto Charli XCX foi descrita como a "rainha" do estilo por Vice, e sua mixtape Pop 2 de 2017 definiu um modelo para seu som, apresentando uma produção "outré" de Cook, Sophie, Umru e Easyfun, bem como "uma missão titular de dar pop - sonoramente, espiritualmente, esteticamente - uma mudança facial para a era moderna.
Outros artistas associados ao termo incluem 100 Gecs, cujo álbum de estreia 1000 Gecs (2019) acumulou milhões de ouvintes em serviços de streaming e ajudou a consolidar o estilo. Na descrição de Pritchard, 100 Gecs levou o hiperpop "às suas conclusões mais extremas e extremamente pegajosas: batidas de trap do tamanho de um estádio processadas e distorcidas até quase a destruição, vocais emo exagerados e cascatas e arpejos no estilo eletrônico e trance.

## Popularidade
Em agosto de 2019, o Spotify lançou a lista de reprodução "Hyperpop", que consolidou ainda mais o gênero, e contou com curadoria de 100 Gecs e outros. Outros artistas em destaque na lista de reprodução incluem Cook, Slayyyter, Gupi, Caroline Polachek, Hannah Diamond e Kim Petras. A editora do Spotify, Lizzy Szabo, e seus colegas encontraram o nome para sua playlist de agosto de 2019 depois que McDonald observou o termo nos metadados do site e o classificou como microgênero. Em novembro, Cook adicionou artistas como J Dilla e Kate Bush à lista de reprodução, o que acrescentou confusão ao escopo do gênero, uma vez que esses artistas são associados ao art pop oitentista.
O gênero começou a crescer em popularidade em 2020, com o destaque da lista de reprodução do Spotify e sua disseminação entre o público mais jovem nas redes sociais, como no TikTok. Álbuns de hiperpop como How I'm Feeling Now (2020) de Charli XCX e Apple de AG Cook (2020) apareceram nas listas de final de ano de 2020 dos críticos. Internacionalmente, o hiperpop ganhou notoriedade em países hispânicos, como Argentina, Chile, México e Espanha, com artistas e produtores de língua espanhola se aprofundando no microgênero. Ben Jolley, da Nylon citou Putochinomaricón como um dos "maiores nomes da cena".

## Dariacore
Dariacore é um microgênero com influências de hyperpop criado por Jane Remover através de seu álbum Dariacore (2021). Se tornou popular especialmente no SoundCloud.